# Книга Чудес (арабская рукопись)
«Китаб аль-Булхан» (араб. كتاب البلهان‎), или «Книга Чудес», — арабская рукопись конца XIV — начала XV века. Включает разделы по астрономии, астрологии и гаданиям.

## История
Оригинальная рукопись «Книги Чудес» была заказана Шейхом аль-Дийа Хусейном аль-Ирбили, который продал его Хейдару июнь аль-Хаджи Абд аль-Кариму ибн Мухаммаду в конце 1409 — начале 1410 года. Первоначальная редакция сочинения включала серию трактатов, которые сохранились лишь в отрывках, а некоторые и вовсе были утеряны.

## Копии рукописи
В конце XVI века были созданы две турецкие копии для дочерей османского султана Мурада III. Сейчас кодексы хранятся в Библиотеке Пирпонта Моргана (Нью-Йорк) и Национальной библиотеке Франции (Париж).

## Иллюстрации из книги
- Рак или аль-Саратан, один из знаков Зодиака
- Всадник на верблюде, убивающий копьём дракона
- Демон Маймун, повелитель субботы
- Ванны Тиберия. Мужчины моются, пока демоны присматривают за печью
- Александрийский маяк
- Обстрел города из метательной машины
- Великая стена Гога и Магога
- Козерог или аль-Гади, один из знаков Зодиака